# Étalondes
Étalondes – miejscowość i gmina we Francji, w regionie Normandia, w departamencie Sekwana Nadmorska.
Według danych na rok 1990 gminę zamieszkiwało 917 osób, a gęstość zaludnienia wynosiła 198 osób/km² (wśród 1421 gmin Górnej Normandii Étalondes plasuje się na 270. miejscu pod względem liczby ludności, natomiast pod względem powierzchni na miejscu 716.).